# Nicotiana goodspeedii
Nicotiana goodspeedii är en potatisväxtart som beskrevs av Wheeler. Nicotiana goodspeedii ingår i släktet tobak, och familjen potatisväxter. Inga underarter finns listade i Catalogue of Life.